# Dopatrium baoulense
Dopatrium baoulense är en grobladsväxtart som beskrevs av A. Chevalier. Dopatrium baoulense ingår i släktet Dopatrium och familjen grobladsväxter. Inga underarter finns listade i Catalogue of Life.